# Eunica cygoea
Eunica cygoea är en fjärilsart som beskrevs av Hall 1929. Eunica cygoea ingår i släktet Eunica och familjen praktfjärilar. Inga underarter finns listade i Catalogue of Life.